# Нематоциды
Нематоци́ды, нематици́ды (от нематоды и лат. caedo — убиваю, уничтожаю) — вещества, уничтожающие растительноядных нематод. Иногда к нематоцидам также относят антигельминтные средства, уничтожающие нематодных паразитов животных.

## Естественные нематоциды
Известно несколько естественных нематоцидов. Экологически безопасные полисульфиды, получаемые из чеснока,  одобрены для использования в качестве нематоцидов в странах Европейского Союза и Великобритании. Другой распространенный природный нематоцид получается из плодов нима. Нематоциды также могут быть получены из корней бархатцев. Нематоцидное действие также установлено у корневого экссудата календулы (Tagetes). Хищные грибы нематофаги также могут использоваться для борьбы с нематодами, одним из примеров является Paecilomyces. Также, нематоцидным действием обладают авермектины.
Кроме химических веществ, для борьбы с нематодами может быть применено пропаривание почвы.